# Pultenaea cunninghamii
Pultenaea cunninghamii là một loài thực vật có hoa trong họ Đậu. Loài này được (Benth.) H.B.Will. miêu tả khoa học đầu tiên.